# Feliks Zemdegs
Feliks Zemdegs (Melbourne, 20 dicembre 1995) è uno speedcuber australiano di origini lettoni.
Ritenuto uno dei migliori speedsolver di tutti i tempi, se non il migliore in assoluto, è, insieme a Max Park, uno degli unici due speedcuber ad aver vinto il campionato mondiale WCA per due volte, peraltro consecutive (2013, 2015).
Primatista per numero di record mondiali stabiliti (121), figura al primo posto anche nella classifica per numero di medaglie d'oro vinte (721). È inoltre lo speedcuber ad aver stabilito record mondiali nel maggior numero di eventi (8: cubo 2×2×2, cubo 3×3×3, cubo 4×4×4, cubo 5×5×5, cubo 6×6×6, cubo 7×7×7, cubo 3×3×3 con una mano, cubo 4×4×4 da bendato).

## Biografia
Ha acquistato il suo primo cubo nell'aprile 2008, ispirato da alcuni videotutorial visti su YouTube. Il primo tempo non ufficiale da lui pubblicato su una nota community di speedsolver è stata una media di 19,73 secondi (14 giugno 2008).
Ha vinto la prima competizione a cui ha partecipato, i New Zealand Championships 2009 (luglio 2009), con una media di 13,74 secondi nel turno finale, ottenendo il primo posto anche in altre categorie: 2×2×2, 4×4×4, 5×5×5, 3×3×3 da bendato e 3×3×3 con una mano. Alla competizione successiva, il Melbourne Summer Open 2010 (gennaio 2010), ha registrato i suoi primi record mondiali per le medie ottenute con il 3×3×3 (9.21 secondi) e il 4×4×4 (42.01 secondi).
Nel corso degli anni 2010 ha dominato la scena mondiale dello speecubing, stabilendo numerosi record del mondo e vincendo quasi tutte le competizioni a cui ha preso parte. Complici il miglioramento di altri speedcuber e il maggior numero di impegni personali, agli inizi degli anni 2020 ha cominciato a perdere terreno nelle classifiche. Ha detenuto il suo ultimo record mondiale fino al 5 giugno 2021, data in cui lo speedcuber cinese Ruihang Xu ha stabilito un nuovo record del mondo nel cubo 3x3x3 (media).
Attualmente il suo miglior piazzamento nelle classifiche mondiali è il 3º posto nel cubo 4x4x4 (singolo e media). Nella categoria principale, il cubo 3x3x3, il suo record personale ufficiale per una singola risoluzione è di 4,16 secondi (2° in Oceania, 13º nel mondo).

## Apparizioni mediatiche
- 2 June 2009 – articolo su Herald Sun (Australia)[12]
- 3 June 2009 – programma televisivo Today (Australia)[senza fonte]
- 18 July 2009 – TVNZ 1 News (New Zealand)[13]
- 20 July 2009 – articolo su The Dominion Post (Nuova Zelanda)[14]
- 21 January 2010 – articolo su Stonnington Leader (Australia)[15]
- 17 July 2010 – articolo di giornale su The Australian (Australia)[16]
- 21 July 2010 – articolo su Herald Sun (Australia)[17]
- 25 July 2010 – Epoch Times (United States)[18]
- 26 July 2010 – video su The Sydney Morning Herald (Australia)[19]
- 27 July 2010 – articolo su The Age (Australia)[20]
- 6 September 2010 – articolo su Melbourne Leader (Australia)[21]
- 9 November 2010 – Risoluzione del cubo in 8.96 secondi a Test Australia: The National IQ Test[22]
- 16 November 2010 – articolo su Ninemsn (Australia)[23]
- 19 November 2010 – video su Yahoo! News (Stati Uniti)[24]
- 2 June 2011 – video su Catalyst (Australia)[25]
- 9 February 2012 – articolo sul New York Times (Stati Uniti)[26]
- 30 November 2012 – intervista per 92.5 Gold FM (Australia)[27]
- 3 May 2014 – articolo su The Guardian (Regno Unito)[28]
- 27 November 2014 – IOL South Africa[29]
- 23 July 2015 – Huffington Post (United States)[30]
- 11 September 2015 – Sydney Morning Herald[7]
- 25 March 2016 – game show televisivo The Brain (Cina)[31]
- 13 December 2016 – articolo sul Daily Mail[32]